# پوپه (توتین)
پوپه (به صربی: Pope) یک منطقهٔ مسکونی در صربستان است که در توتین، صربستان واقع شده‌است. پوپه ۷۹ نفر جمعیت دارد.